# Litaneutria obscura
Litaneutria obscura es una especie de mantis de la familia Mantidae.

## Distribución geográfica
Se encuentra en Arizona, California, Texas y Nuevo México (Estados Unidos).